# Těmice (Vysočina)
Těmice é uma comuna checa localizada na região de Vysočina, distrito de Pelhřimov.